# Carsten Broe
Carsten Broe (født 18. oktober 1963) er en dansk tidligere fodboldtræner.

## Karriere
I 1987 blev han som 24-årig udpeget til ny træner for Vindinge BK. Senere blev han træner for RB1906, en klub han førte fra Danmarksserien til 1. division.
|
Efter opholdet i Roskilde blev han træner for Ølstykke FC og Nykøbing Falster Alliancen.

### SønderjyskE
I 2007 blev han udnævnt til Ole Schwennesens afløser i SønderjyskE.
I efteråret 2008 opstod en bizar situation, da Carsten Broe i en SAS-ligakamp kaldte dommeren for en "tyksak". Den udtalelse medførte to karantænedage til Carsten Broe.
Den 6. juni 2009 blev det offentliggjort, at Carsten Broe havde sagt sin stilling op, da han ikke kunne få sit ultimatum opfyldt om en forbedret spillertrup.

### FC Roskilde
Den 16. juni 2010 blev Carsten Broe præsenteret som ny træner i 1. divisionsklubben FC Roskilde. Han blev den 21. maj 2012 fyret efter en sæson med svigtende resultater, der førte til at klubben rykkede i 2. division. Efter fyringen udtalte Broe, at han ville slutte sin karriere i fodboldverdenen.

### Frederiksberg Alliancen 2000
I november 2012, efter et halvt års pause, blev det dog offentliggjort, at Broe ville blive ny træner for Danmarksserie-klubben Frederiksberg Alliancen 2000 fra 1. januar 2013. Han skrev under på en etårig aftale. Her valgte han dog selv at stoppe pr. 1. juli 2013 som cheftræner og i stedet fortsætte som udviklingschef i klubben.
Den 24. december 2014 blev det offentliggjort, at Broe stoppede som udviklingschef og i stedet erstattede Steffen Dam som sportschef i FA2000.

### Herlev IF
Den 6. november 2016 blev Broe ny træner for Herlev IF. I november 2017 måtte han trække sig som træner for klubben pga. efterveer i forbindelse med et færdselsuheld.